# Divisione di Devipatan
La divisione di Devipatan è una divisione dello stato federato indiano dell'Uttar Pradesh, di 8 009 988 abitanti. Il suo capoluogo è Gonda.
La divisione di Devipatan comprende i distretti di Bahraich, Balrampur, Gonda e Shravasti.